# 拉普埃尔塔德塞古拉
拉普埃尔塔德塞古拉，是西班牙安达卢西亚自治区哈恩省的一个市镇。总面积98平方公里，总人口2607人（2001年），人口密度27人/平方公里。